# Zwem- en Poloclub Het Ravijn
Zwem- en Poloclub Het Ravijn (kortweg Het Ravijn) is een zwem- en polovereniging uit Nijverdal in de Nederlandse gemeente Hellendoorn.
De vereniging telt ongeveer 450 leden en kent vier hoofdactiviteiten te weten: wedstrijdzwemmen, recreatief zwemmen, synchroonzwemmen en waterpolo. De vereniging neemt deel aan de nationale competities van zowel waterpolo, wedstrijdzwemmen als synchroonzwemmen.

## Geschiedenis
Op 7 juli 1961 werd onder leiding van de heer H. Hazebroek een eerste bespreking gehouden die uiteindelijk zou leiden tot de oprichting van Zwemclub Het Ravijn. 
Als eerste doel werd gesteld het “snelzwemmen” te bevorderen en vervolgens eventueel  het waterpolo, figuurzwemmen en schoonspringen te beoefenen. 
Door middel van trainingen in verschillende steden, omdat in Nijverdal een overdekt zwembad ontbrak, werden de verschillende disciplines langzaam uitgebouwd. De grote vooruitgang werd geboekt door de opening van het overdekte zwembad Het Ravijn.  Doordat het ledenaantal met sprongen vooruit ging, werden hogere eisen aan de vereniging gesteld.
De inzet van leden en het bestuur zorgen voor een enorme ontwikkeling. Van een gemiddelde vereniging klom Het Ravijn op tot een goed gestructureerde club, die in de vaderlandse waterpolowereld veel respect afdwong, wat overigens vandaag de dag nog steeds het geval is.

## Erelijst
Nationaal
Heren:
- Nederlands kampioenschap waterpolo Heren: 1

 2021-2022
 2014-2015, 2016-2017
- KNZB beker: 1

 1994-1995
 2014-2015, 2015-2016
Dames:
- Nederlands kampioenschap waterpolo Dames: 5

 1999-2000, 2002-2003, 2007-2008, 2011-2012, 2012-2013
- KNZB beker: 8

 1994-1995, 1995-1996, 1996-1997, 1998-1999, 2005-2006, 2006-2007, 2007-2008, 2009-2010
- Nederlandse Supercup: 2

 2007-2008, 2014-2015
- KNZB Beker 2 (ManMeer!-Cup): 2

 1999-2000, 2009-2010
- Sportploeg van de Gemeente Hellendoorn: 7

1995, 2000, 2003, 2005, 2006, 2010, 2011
Het Ravijn won eenmaal de dubbel (zowel het landskampioenschap als de KNZB beker) in het seizoen: 2007-2008.

### Internationaal
Dames Z&PC het Ravijn Nijverdal:
- LEN Trophy / Europacup 2 (bekerwinnaar): 2011
- LEN Trophy / Europacup 2 (bekerwinnaar): 2007
- LEN Trophy / Europacup 2 (bekerwinnaar): 2000
- Champions Cup / Champions League (landskampioen): halve finale 2004

Heren masters Z&PC het Ravijn Nijverdal:
- LEN European Water Polo Masters Championships (europees kampioen): 2001

## Waterpolo
Zowel de heren als dames spelen in de eredivisie (voorheen hoofdklasse) van het waterpolo.

## Bekende (oud-)leden
- Karin Kuipers
- Yasemin Smit
- Wyco de Vries
- Carla Quint
- Rianne Guichelaar
- Bert Brinkman
- Meike de Nooy
- Niels van der Kolk
- Hellen Boering